# Concerto per pianoforte e orchestra n. 6 (Mozart)
Il concerto per pianoforte e orchestra n. 6 K 238, non risulta essere stato commissionato, ma probabilmente lo stesso Mozart lo compose per se stesso o lo destinò a qualche allieva o alla sorella.
Composto nel 1776, assieme al K 242, al K 246 e al K 271 (legati però ad una committenza), risente dell'influenza del gusto francese e salisburghese, e forse anche dei Sei Concerti Op. 13 di Johann Christian Bach.
Sin dalle prime battute, il concerto K 238 dimostra un carattere tranquillo, in cui prevale l'andamento cantabile sulla ricerca del virtuosismo. L'andante un poco adagio  si rifà alla struttura della sonata bipartita, attraverso la presenza di due parti bilanciate tra loro ma allo stesso tempo contrapposte. Il terzo tempo, invece è nello stile francese del rondeau, e vede il succedersi del tema, di tre episodi intermedi e delle riprese, con l'orchestra che finalmente assume un ruolo più importante nei confronti del solista. 
La mancata ricerca di virtuosismo si ripercuote anche nella conclusione del concerto, che termina con un piano, dopo l'ultima esposizione del tema eseguita dall'orchestra, privata dell'apporto del solista.
Dopo la prima esecuzione del compositore il 4 ottobre 1777 a Monaco di Baviera, il 13 febbraio 1778 viene eseguita da Wolfgang nella casa di Christian Cannabich a Mannheim. 